# Cerkiew Ścięcia Głowy św. Jana Chrzciciela w Telatyczach
Cerkiew pod wezwaniem Ścięcia Głowy św. Jana Chrzciciela – prawosławna cerkiew cmentarna w Telatyczach. Należy do parafii Świętych Kosmy i Damiana w Telatyczach, w dekanacie Siemiatycze diecezji warszawsko-bielskiej Polskiego Autokefalicznego Kościoła Prawosławnego.

## Opis
Cerkiew znajduje się na prawosławnym cmentarzu, na granicy Telatycz i Werpola.
Świątynię wzniesiono w 1938. Budowla drewniana, o konstrukcji zrębowej, orientowana, z wyodrębnionym, zamkniętym prostokątnie prezbiterium. Przy wejściu zadaszony ganek. Dachy cerkwi blaszane. Nad nawą Dach namiotowy z wieżyczką zwieńczoną niewielką kopułą. Nad prezbiterium dach dwuspadowy.
W 1970 cerkiew gruntownie wyremontowano.
Cmentarz został założony XIX wieku. Ma powierzchnię 1,25 ha.